# أيقونة المسيح ضابط الكل (سيناء)
أيقونة المسيح ضابط الكل أو أيقونة ضابط الكل في سيناء (باليونانية: Ο Χριστός Παντοκράτωρ)‏ وتُقرأ "خريستوس بانتوكراتور"، هي أيقونة مسيحية تُصوِّر يسوع المسيح وتوجد في دير القديسة كاترين في شبه جزيرة سيناء. يرجع تاريخ الأيقونة إلى القرن السادس الميلادي، قُدر عمرها مسبقاً إلى القرن الثالث عشر، وذلك بسبب إعادة رسمها بالكامل تقريباً حينها. يعدها المؤرخون أقدم رسم أرثوذكسي معروف لأيقونة ضابط الكل 

## أصل الاسم
أصل اسم الأيقونة (باليونانية: Ο Χριστός Παντοκράτωρ)‏، وهي مكونة من كلمتين: الأولى (باليونانية: Χριστός)‏ ، وتقرأ خريستوس، تعني المسيح، أما الثانية (باليونانية: Παντοκράτωρ)‏ وتقرأ بانتوكراتور، فهي مكونة من جزأين الأول هو (باليونانية: πᾶς)‏ والتي تعني الكل أو الجميع، وقد وردت بصيغة المٌضاف إليه (باليونانية: παντός)‏ والثانية هي (باليونانية: κράτος)‏ وتعني القدرة أو القوة أو العظمة. فيصبح المعنى حرفياً كُلي القدرة أو القادر على كل شيء.  وقد وردت هذه الكلمة في العهد الجديد في الآية رقم 18 من الإصحاح السادس من الرسالة الثانية إلى أهل كورنثوس ﴿يَقُولُ الرَّبُّ، الْقَادِرُ عَلَى كُلِّ شَيْءٍ﴾. بالإضافة لورودها أيضاً تسع مرات في سَفررؤيا يوحنا في 1:8  و4:8  و11:17  و 15:3  و16:7و 16:14 و19:6  و19:15  و21:22 على الترتيب.
كما تحمل الكلمة ترجمات أقل شيوعاً وهي ضابط الكل والدائم في العالم. واعتباراً من كون الكلمة مركبة من كلمتين في اليونانية وتشير إلى المسيح فهي تتحدث عن عظمة قوة الله والقادر على فعل كل شيء.

## نبذة تاريخية
اعتقد بادئ اكتشاف الأيقونة أن تاريخها يرجع إلى القرن الثالث عشر وذلك بسبب إعادة تلوينها أنذاك، لكن الاكتشافات التاريخية عام 1962، أكدت أن هذه الأيقونة هي أولى الأيقونات التي رسمت بهيئة ضابط الكل قرابة القرن السادس الميلادي، مع بقاء كاتبها مجهولاً. بعدما أنشأ الإمبراطور البيزنطي جستينيان الأول دير القديسة كاترين، الذي حظي باهتمامه ورعايته مابين الأعوام 548 و568. يُعتقد أن هذه الأيقونة رٌسمت أولاً في القسطنطينية، لأن الإمبراطور البيزنطي جستينيان أهداها للدير لاحقاً.

### النجاة من حرب الأيقونات ومابعد
مع انتصاف القرن السابع الميلادي، تمَّت سيطرة عرب المسلمون على الشام والعراق ومصر وسيناء، مما أدى لانقطاع علاقات الدير بالإمبراطورية البيزنطية، وهو ما حمى الأيقونات والدير الأرثوذكسي من الحرب التي شنها الإمبراطور ليون الثالث على الأيقونات عام 729م. بالإضافة لموقع الدير في صحراء سيناء الصخرية، بعيداً عن الطرق التجارية والعسكرية الرئيسة، ساهم بحماية مقتنياته من المغيرين وقطاع الطرق والجيوش العسكرية. وبقي الدير حتى القرن الواحد والعشرين ميلادياً حاوياً على أكثر من 2000 أيقونة مسيحية، يرجع تاريخ بعضها إلى القرن السادس الميلادي.

## وصف الأيقونة
كُتبت الأيقونة بحجم أضخم من الموجود حالياً، إلا أنَّها مرسومة اليوم على خشب بارتفاع 84 سم وعرض 45,5 سم ولوحة الأيقونة بسماكة 1,2 سم. الأيقونة مستقرة الشكل حالياً عدا موضع واحد يُعاني من ضرر كبير، وهو منطقة شعر المسيح عند الكتف من الناحية اليسرى، إذ يُلاحظ الضرر في منطقة الأذن والكتف الأيسرين.
يلاحظ في الأيقونة الحالية أن المسيح ليس في المنتصف بسبب اقتطاع الصورة الأصلية إذ نجد أنها نُشرت من اليسار أكثر من اليمين قليلاً. إلا أن سطح طلاء الشمع الساخن عُني به ليحافظ عليه بوضع جيد حتى الآن، على الرغم من جميع الظروف التي مرت على الأيقونة.
مثل أغلب الأيقونات البيزنطية التي رٌسمت في عصرها، استخدمت تقنية طلاء الشمع الساخن (والتي تدعى أيضاً بالإنكوستيك) في رسمها. هذه الطريقة في رسم وتلوين الأيقونات نادراً ما استخدم بعد ذلك الحين في أنحاء العالم البيزنطي نظراً لظهور حملة محاربة الأيقونات في القرنين الثامن والتاسع الميلاديين.
وتجدر الإشارة إلى أن دير سانت كاترين هو المكان الوحيد عالمياً الذي حفظ فيه هذا العدد من الأيقونات الشمعية، وخاصة تلك التي تعود للقرن السادس الميلادي. خلال فترة حرب الأيقونات البيزنطي، كان إنتاج الأيقونات الأرثوذكسية جارياً في حين كانت تُحرق وتُحارب في القسطنطينية.

## تفسير الأيقونة

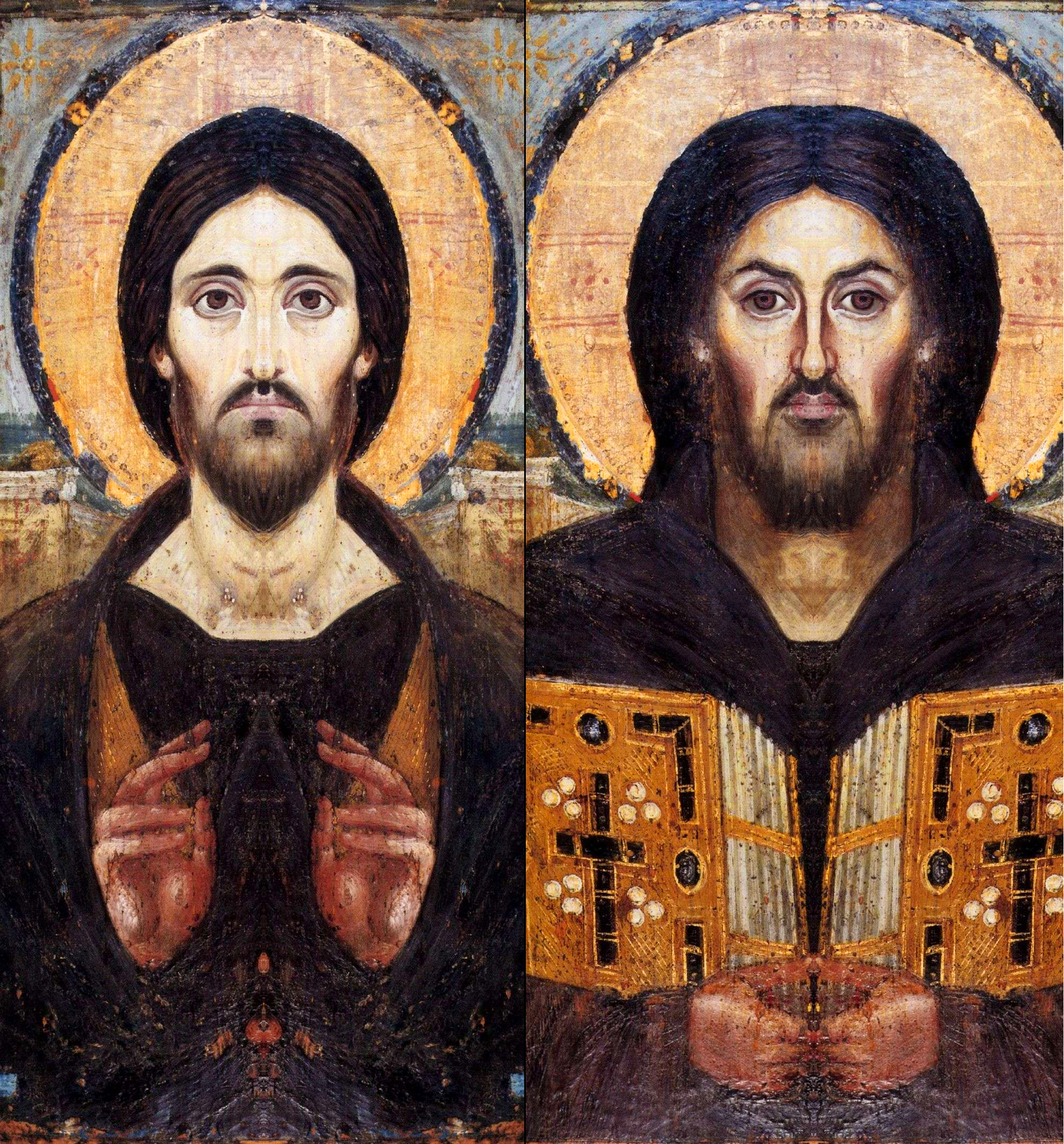
تصوير مرآتي للجانب الأيمن والأيسر لأيقونة ضابط الكل

يتفق العديد أن هذه الأيقونة غير متناظرة وتمثل الطبيعة الثنائية للسيد المسيح، أي أنَّ المسيح ذو طبيعة بشرية وإلهية بآن واحد، لعل راسمها تأثر بأحداث المجمع المسكوني في أفسس ومجمع خلقيدونية. تظهر الطبيعة البشرية على الجانب الأيسر للأيقونة فيما يعكس الجانب الأيمن لاهوتيته.  وتظهر يده اليمنى مفتوحة مُباركة للجموع، فيما يحمل إنجيلاً سميكاً بيده اليُسرى.
يُرجِع بعض المؤرخين هذه الأيقونة إلى أيقونة المنديل المقدس الذي لم ترسمه يد والذي ظهر في مدينة كاموليانا، إذ يعتقدون أن هاتين الصورتين مرتبطتين، فيما يتجه آخرون لربطها مع أيقونة المسيح التي كانت موجودة على بوابة الإمبراطورية البيزنطية والتي يُعتقد أنها حُطمت زمن حرب الأيقونات مرتين عام 724 و816، مما يُصعب ربطها بها أو إرجاع أيقونة المسيح ضابط الكل في سيناء لها.

## الأيقونة في استخدامات أخرى

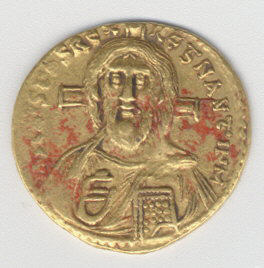
صوليدوس زمن القيصر جستينيان الثاني.(متحف المتروبوليتان للفنون)

تُطابق هذه الأيقونة ما صُكَّ على صوليدوس، العملات المعدنية البيزنطية، زمن الإمبراطور جستنيان الثاني، إذ يظهر أنَّه في الأوقات العصيبة، بدلاً من أن تصك صورة لحاكم بيزنطة سياسياً، ظهر وجه السيد المسيح لأول مرة في الإمبراطورية الرومانية الشرقية، بصفته صاحب السيادة والضابط الكل. إن تمثيل المسيح بهذا الشكل يتوافق مع متطلبات صورة الحاكم: فالمسيح شخص ناضج (وليس شاب) وقوي (وليس معذَّباً). ويبدو أن محكمة القسطنطينية فضلت هذا التمثيل بحد ذاته للمسيح ليُصك على الصوليدوس.

## الهوامش
1. ↑  تُسمى رسم الأيقونة وتلوينها بكتابة الأيقونة وفقاً للتقليد المسيحي الأرثوذكسي.